# Lo Molinot (Vilanova de Segrià)
Lo Molinot és una obra de Vilanova de Segrià (Segrià) inclosa a l'Inventari del Patrimoni Arquitectònic de Catalunya.

## Descripció
Molí en bon estat de conservació, de planta quadrangular, planta baixa i dos pisos, amb una coberta a dues aigües. A la façana principal es troba la porta d'accés, d'arc apuntat i adovellat; la resta d'obertures (les finestres) són de petites dimensions i de forma rectangular. A la planta baixa destaca una sèrie d'arcs apuntats de petites dimensions adovellats.